# Annona mucosa
Annona mucosa Jacq. è una pianta tropicale appartenente alla famiglia delle Annonaceae.
Il suo frutto è il biribá. È anche chiamato "fruta da condessa", "araticum", "jaca de pobre", "anón amazonico".

## Descrizione
L'albero è di piccole dimensioni e raggiunge al massimo 10 m. I rami partono già dalla base e si allargano in modo notevole dal tronco. Le foglie sono alterne e lunghe circa 20 cm. I fiori ermafroditi sono di colore verde chiaro, solitari o a coppie, ed hanno da 3 a 6 petali. Il frutto è di grandi dimensioni ( da 300 gr a 2000 gr ) ed ha la forma di un cuore. La buccia è di colore giallo ed è caratterizzata da areole estroflesse con apice appuntito che si annerisce al tatto, ognuna delle quali corrisponde ad un seme ( il frutto è infatti un sincarpo). La polpa è invece di colore bianco lattiginoso, ha consistenza gelatinosa e ha sapore molto dolce e di aroma piacevole: ricorda un sorbetto al limone.

## Distribuzione e habitat
Annona mucosa è originaria del nord del Brasile ed oggi è coltivata dal sud del Messico al nord dell'Argentina. Il frutto è molto amato in Brasile e piuttosto abbondante nei mercati di Rio de Janeiro. Finora si è poco diffuso in altri paesi tropicali, ma sembra iniziare a diffondersi nel Queensland dell'Australia. Alcuni alberi fruttificano nelle Canarie. Finora hanno avuto meno esito coltivazioni sperimentali in Florida e Israele.
La pianta ha il suo habitat naturale ai confini tra la foresta equatoriale sempreverde e la foresta tropicale secca. Nonostante questo, ha dimostrato di potersi adattare, con opportuni accorgimenti, ad alcuni ambienti subtropicali dove la temperatura non scenda mai al di sotto dei 2 °C di minima notturna anche per brevi periodi.

## Usi
Il legno è di buona qualità, tradizionalmente con il legno sono costruite barche
I giovani alberi di biribá sono tradizionalmente usati come arco principale dello strumento musicale afro-brasiliano berimbau, che prende il nome dall'albero di biribá.